# La pantera Rosa
La Pantera Rosa (en inglés: The Pink Panther) es el nombre de un personaje de ficción, relacionado con la película de igual título, de 1963.
En la película original de 1963 titulada La Pantera Rosa, de Blake Edwards, el título aludía a un diamante de ese color.
En esa primera película se recurrió a una animación para ilustrar el título y los créditos iniciales y finales de la película.
Blake Edwards encargó al prestigioso animador Friz Freleng (creador de Porky Pig, Piolín, El gato Silvestre, Sam Bigotes y Speedy Gonzales, entre otros) que crease un dibujo animado con tal fin, y solo le pidió tres cosas: que fuera gracioso, mudo y de color rosa.

## La película original
La película fue estrenada el 20 de marzo de 1963 y el dibujo animado de los créditos llamó tanto la atención que los productores llegaron a plantearse la viabilidad del personaje como alguien independiente.
Se hizo un cortometraje de animación con la pantera rosa como protagonista, titulado The Pink Phink, que a pesar del breve intervalo entre su estreno y la ceremonia de los Óscar, celebrada el 13 de abril de 1964, ganó el premio al mejor cortometraje animado. Dicho corto era, en realidad, el capítulo piloto para la serie de animación La Pantera Rosa, la que más tarde sería desarrollada y dada a difusión.

## La música
Uno de los elementos más icónicos de la Pantera Rosa es la música del título y sus créditos, The Pink Panther Theme, compuesta por Henry Mancini para la película original, y desarrollada con diversas variaciones en el resto de las series y películas. Se trata de un tema de jazz, con el saxo tenor como principal elemento instrumental. A partir de The Return of the Pink Panther, de 1975, el intérprete solista de este tema fue el saxofonista británico Tony Coe.

## Listado de películas relacionadas con el personaje
- Peter Sellers y Blake Edwards

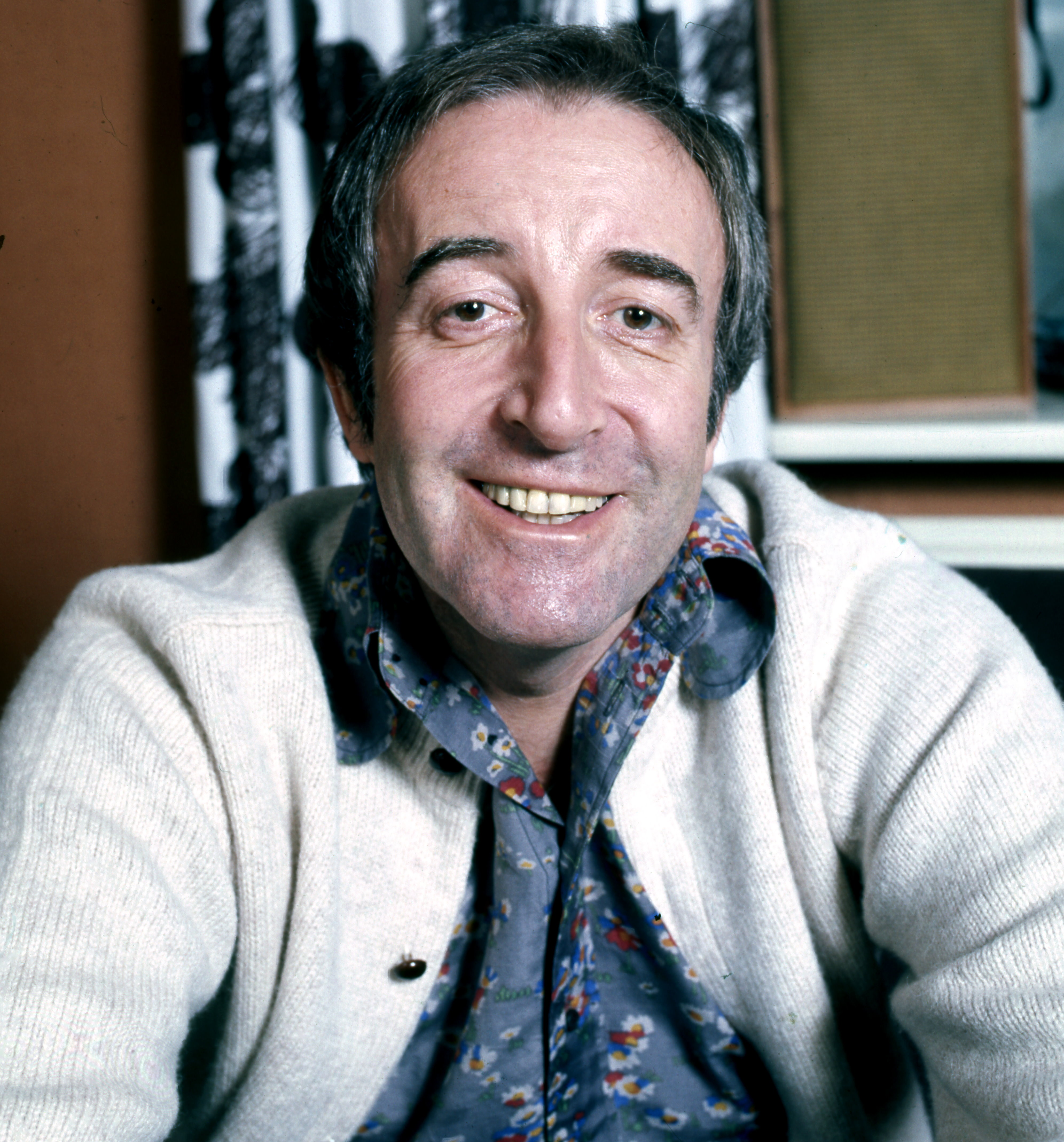
El actor británico Peter Sellers interpretó al Inspector Clouseau en varias películas.

1. La Pantera Rosa (The Pink Panther, 1963) de Blake Edwards.
2. El nuevo caso del inspector Clouseau (A shot in the dark, 1964) de Blake Edwards. En algunos países de habla hispana, como Uruguay y Argentina, el título se tradujo como Un disparo en las sombras.
3. El regreso de la Pantera Rosa (The return of the Pink Panther, 1974) de Blake Edwards.
4. La Pantera Rosa ataca de nuevo (The Pink Panther strikes again, 1976) de Blake Edwards.
5. La venganza de la Pantera Rosa (Revenge of the Pink Panther, 1978) de Blake Edwards.
6. Tras la pista de la Pantera Rosa (Trail of the Pink Panther, 1982) de Blake Edwards. Aquí, Sellers ―fallecido en 1980― aparece en escenas inéditas hechas para anteriores películas.

- Roger Moore, Peter Falk y Blake Edwards

- La maldición de la Pantera Rosa (A Curse of the Pink Panther, 1983) de Blake Edwards. Aunque en alguna que otra escena aún aparece Sellers (escenas de archivo) ―fallecido en 1980―, se intenta buscar un sustituto del inspector Clouseau. El nuevo detective, un neoyorquino casi tan torpe como el mismo Closeau, es el encargado de encontrarlo.

- Alan Arkin y Bud Yorkin

- Inspector Clouseau, el rey del peligro (Inspector Clouseau, 1968) de Bud Yorkin. Alan Arkin daba vida al inspector Clouseau. Hasta 2006, Arkin habría sido el único actor, además de Peter Sellers, en interpretar al inspector Clouseau.

- Roberto Benigni y Blake Edwards

- El hijo de la Pantera Rosa (Son of the Pink Panther, 1993) de Blake Edwards (1993). Para retomar la saga, se inventan un hijo del inspector Clouseau al que no se ha hecho referencia en ninguna entrega anterior. Este será interpretado por Benigni. No obstante, la cosa quedará como una única película, sin que se retome el tema.

- Steve Martin y Shawn Levy

- La Pantera Rosa (The Pink Panther, 2006) de Shawn Levy.
- La Pantera Rosa 2 (2009, dirigida por Harald Zwart).

## El personaje animado
Sorprendentemente, el nacimiento de la pantera rosa fue prácticamente una casualidad. En la película original titulada La pantera rosa, de Blake Edwards, la pantera rosa era, en realidad, un diamante de mucho valor y, por extensión, un ladrón de guante blanco que había logrado robarlo.
En esa primera película se recurrió a una animación para ilustrar el título y los créditos iniciales y finales de la película. Blake Edwards encargó al prestigioso animador Friz Freleng (1906-1995, creador de Bugs Bunny, Porky Pig, Piolín, El gato Silvestre, Sam Bigotes y Speedy González, entre otros) que crease un dibujo animado de una pantera, y solo le pidió tres cosas: que fuera graciosa, muda y de color rosa.
La Pantera Rosa puede ser definida como un gentleman británico: elegante hasta en el último de sus gestos. Es un felino antropomórfico, de aspecto físico delgado, con la particularidad de ser de color rosa y aparentemente mudo ―en dos de los episodios de la serie original sí habla, así como en la serie de 1993 (decisión que no agradó a los fanes más tradicionales del personaje)―; un personaje bastante metódico, con una capacidad intelectual muy elevada y de genio bastante alegre y muy simpático.
Por lo general, se mete en algún lío o simplemente realiza tareas bastante comunes pero con un toque cómico singular, lo cual haría recordar por un momento un característico pero poco denotado parecido muy especial al gran maestro de la cinematografía sir Charles Chaplin y al personaje Charlot.

## Series de animación
- La Pantera Rosa (Pink Panther, 1964). El piloto de la serie The Pink Phink ganó el Óscar.
- El Show de la Pantera Rosa (The Pink Panther show, 1969) de NBC. Aunque la serie dejó de emitirse en 1971, en 1998 (casi tres décadas después) se emitió un especial navideño titulado A Pink Christmas. Actualmente se emite en Netflix LA, 16 episodios (The All New Pink Panther Show (1978–1980)) descrita como la cuarta temporada, desde abril de 2014.
- La Pantera Rosa (Pink Panther), emitidos en ABC entre 1978 y 1979 (en total 36 capítulos).
- La Pantera Rosa. En 1982 se estrenó una nueva serie (en total 32 nuevos episodios) en los que la Pantera Rosa habla, con lo que el personaje queda desvirtuado.
- La Pantera Rosa y sus Hijos (The Pink Panther and sons, 1984). Secuela. La descendencia de la Pantera Rosa la componen 2 niños.
- En 1988, Fritz Freleng creó 25 nuevos cortometrajes de La Pantera Rosa para celebrar sus bodas de plata.
- El nuevo show de la Pantera Rosa (The new show of Pink Panther de 1993). En este show la Pantera habla nuevamente,y además esta serie ya contiene animación y sonidos mejorados.
- Pink Panther and Pals (En América Latina La Pandilla de La Pantera Rosa 2010) Hay dos segmentos de La Pandilla de La Pantera Rosa: La Pantera Rosa y La Hormiga Y El Oso Hormiguero.
- A Very Pink Christmas (2011) Estrenada en ABC Family el 7 de diciembre de 2011. La Pantera Rosa descubre el verdadero significado de la Navidad mientras compite con su archienemigo Big Nose vendiendo árboles de Navidad para comprar el último carro deportivo de la agencia "Z". Este corto no posee diálogos por lo tanto no es ni doblada ni subtitulada.

## Adaptaciones a juegos
La Pantera Rosa además de dibujos animados ha sido la protagonista de numerosos cómics y videojuegos:
- El primero en aparecer fue en 1988 para computadoras de 8 bits, titulado simplemente Pink Panther y publicado por la empresa Gremlin Graphics Software Ltd.

- El segundo juego en aparience fue en 1993 para Super Nintendo y Sega Génesis, titulado Pink Goes to Hollywood.

- En 1994, salió a Kiddie Rinde llamada Pink Panther - Police por Jolly Roger, Ltd.

- En 1996, la Metro Goldwyn Mayer lanzó para PC el juego titulado La Pantera Rosa en misión peligrosa.

- En 1998, salió un segundo juego que se tituló La Pantera Rosa: Abracadabra Rosa.

- En 2002, la compañía francesa Etrangs Libellules publicó La Pantera Rosa: la persecución más rosa para PlayStation y más tarde para PC.

- En 2004, en teléfonos móviles como Pink Panther Freeze Tag y en 2005 Pink Panther: In Rare Pink.

- Durante en el año 2015, un nuevo juego aventura bajo el agua titulado Pink Panther's Epic Adventure, fueron lanzados para iPhone OS y Android en los Estados Unidos.

## Influencias culturales
- En Argentina, el dictador Jorge Rafael Videla (1976-1981) fue apodado «la pantera Rosa».
- En Uruguay, la empresa Metro-Goldwyn-Mayer intimó en 2022 a diversas organizaciones políticas y sociales para que dejen de utilizar la figura de la pantera rosa.[1]